# North Burke, Bắc Dakota
North Burke là một lãnh thổ chưa tổ chức thuộc quận Burke, tiểu bang Bắc Dakota, Hoa Kỳ. Năm 2010, dân số của nơi này là 3 người.